# FK Poprad

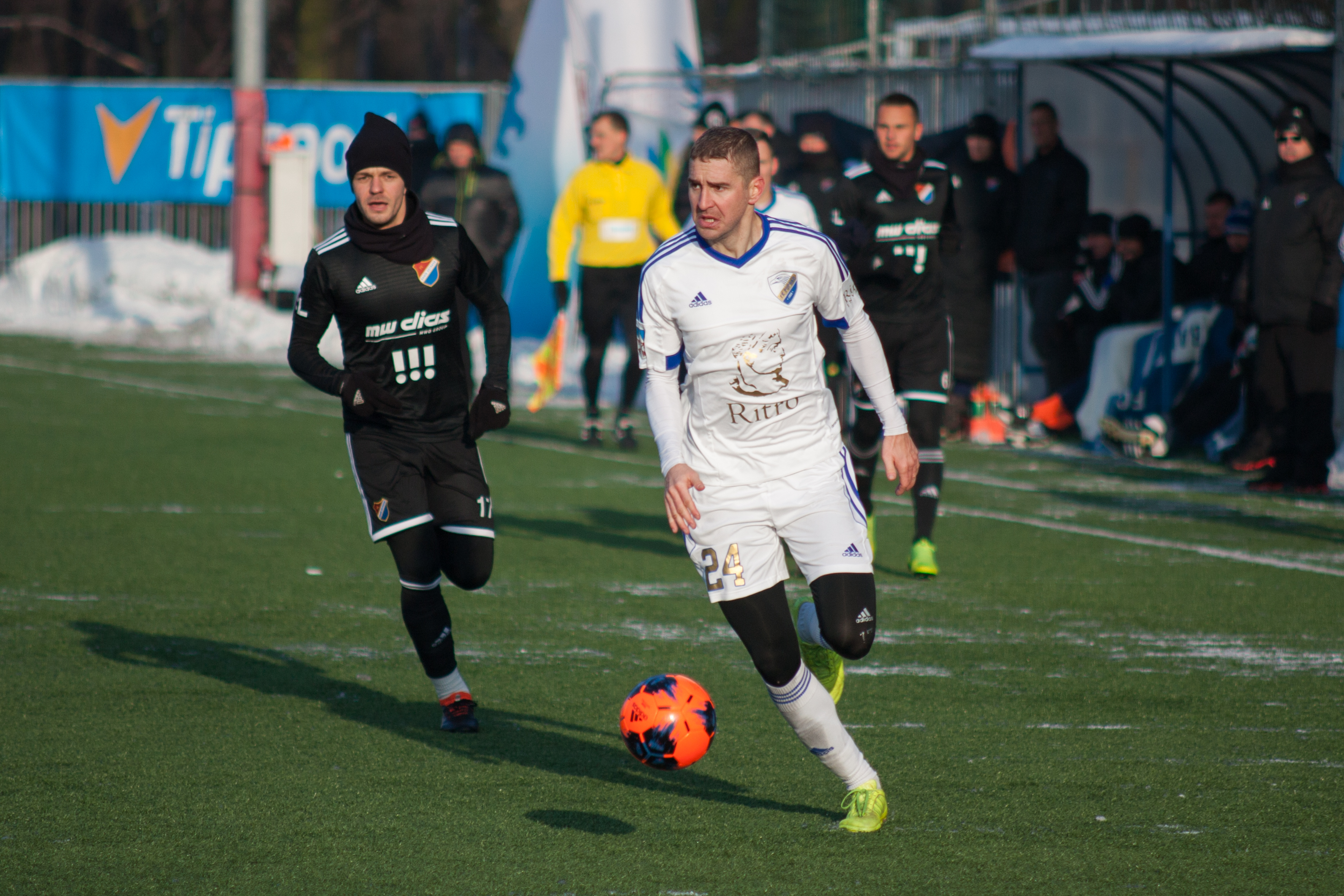
Hậu vệ Peter Maslo cùng với FK Poprad

FK Poprad là một câu lạc bộ bóng đá Slovakia, đến từ thị trấn Poprad. Câu lạc bộ được thành lập năm 1906. Đội bóng thi đấu ở Slovak 2. liga, giải hạng hai của bóng đá Slovakia, thi đấu ở đây kể từ khi thăng hạng từ 3. liga năm 2014. Câu lạc bộ thi đấu trận sân nhà trên sân NTC Poprad.

## Lịch sử

### Dòng thời gian
- 1906 - Thành lập với tên gọi Sport Egylet
- 1909 - Đổi tên thành  Matejovský atletický klub (MAC)
- 1939 - Đổi tên thành Slovenský atletický klub - SAC
- 1945 - Đổi tên thành ŠK SSM
- 1951 - Đổi tên thành  Spartak Poprad
- 1974 - Đổi tên thành TJ Tatramat Poprad
- 1975 - Đổi tên thành TJ Vagónka Poprad
- 2001 - Hợp nhất với PFC Poprad trở thành 1. PFC Tatramat
- 2004 - Đổi tên thành 1. PFC Poprad
- 2005 - Hợp nhất với FC Tatran Poprad-Veľká trở thành MFK Poprad
- 2008 - Đổi tên thành FK Aquacity Poprad
- 2010 - Đổi tên thành FK Poprad

source:

## Danh hiệu

### Trong nước
Slovakia
- Cúp bóng đá Slovakia (1961-nay)
  - Bán kết (1): 2016-17

## Tài trợ
| Giai đoạn | Nhà sản xuất trang phục | Nhà tài trợ áo đấu |
| --------- | ----------------------- | ------------------ |
| 2007-08   | Legea                   | AquaCity           |
| 2008-2010 | Adidas                  | AquaCity           |
| 2010-2016 | Adidas                  | không có           |
| 2016-     | Adidas                  | Ritro              |

## Đội hình hiện tại
Tính đến ngày 6 tháng 3 năm 2020

Ghi chú: Quốc kỳ chỉ đội tuyển quốc gia được xác định rõ trong điều lệ tư cách FIFA. Các cầu thủ có thể giữ hơn một quốc tịch ngoài FIFA.
| Số | VT | Quốc gia    | Cầu thủ               |
| -- | -- | ----------- | --------------------- |
| 1  | TM | Slovakia    | Adrián Knurovský      |
| 4  | HV | Slovakia    | Tomáš Gajan           |
| 5  | HV | Slovakia    | Martin Luberda        |
| 6  | TV | Tây Ban Nha | Óscar                 |
| 7  | TĐ | Tây Ban Nha | Enzo Arevalo          |
| 8  | TV | Slovakia    | Matej Grešák          |
| 9  | TĐ | Slovakia    | Stanislav Olejník     |
| 10 | TV | Brasil      | Lopez Da Silva Junior |
| 11 | TV | Slovakia    | Oliver Luterán        |
| 12 | HV | Slovakia    | Lukáš Horváth         |
| 14 | TV | Nigeria     | Wisdom Kanu           |
| 15 | TĐ | Brasil      | Arthur Angelo Legnani |

| Số | VT | Quốc gia | Cầu thủ                     |
| -- | -- | -------- | --------------------------- |
| 17 | TV | Slovakia | Tibor Slebodník             |
| 18 | TM | Slovakia | Samuel Vavrúš               |
| 19 | TV | Slovakia | Samuel Kuba                 |
| 22 | TĐ | Serbia   | Dragan Andrić               |
| 23 | TV | Slovakia | Dávid Gallovič              |
| 24 | HV | Slovakia | Peter Maslo                 |
| 29 | TV | Slovakia | Viktor Maťaš                |
| 30 | TM | Slovakia | Ján Malec                   |
| 33 | TV | Slovakia | Vladimír Kukoľ (đội trưởng) |
| 36 | TM | Ukraina  | Yurii Pohoryliak            |
| 77 | TV | Ukraina  | Vadym Yanchak               |
| 90 | HV | Slovakia | Kamil Zekucia               |

Về các chuyển nhượng gần đây, xem LDanh sách chuyển nhượng bóng đá Slovakia đông 2019-20.

### Cho mượn
Ghi chú: Quốc kỳ chỉ đội tuyển quốc gia được xác định rõ trong điều lệ tư cách FIFA. Các cầu thủ có thể giữ hơn một quốc tịch ngoài FIFA.
| Số | VT | Quốc gia | Cầu thủ |
| -- | -- | -------- | ------- |

### Đội dự bị
FK Poprad B là đội dự bị của FK Poprad. Hiện tại đội đang thi đấu ở giải hạng ba Slovakia 3. Liga (Đông).

#### Nhân viên
Huấn luyện viên trưởng:  Peter Pitoňák 

Trợ lý huấn luyện viên:  Ján Chmura

#### Đội hình
Tính đến 23 tháng 8 năm 2019
Ghi chú: Quốc kỳ chỉ đội tuyển quốc gia được xác định rõ trong điều lệ tư cách FIFA. Các cầu thủ có thể giữ hơn một quốc tịch ngoài FIFA.
| Số | VT | Quốc gia | Cầu thủ                 |
| -- | -- | -------- | ----------------------- |
| —  | TM | Slovakia | Adrián Knurovský        |
| —  |    | Slovakia | Adam Matalík            |
| —  | HV | Slovakia | Miroslav Richtarčík     |
| —  | TV | Slovakia | Jozef Tropp             |
| —  | TV | Slovakia | Matej Grešák *          |
| —  |    | Slovakia | Patrik Šimonovič        |
| —  | TV | Slovakia | Mario Tropp             |
| —  | TĐ | Brasil   | Arthur Angelo Legnani * |

| Số | VT | Quốc gia | Cầu thủ         |
| -- | -- | -------- | --------------- |
| —  |    | Slovakia | Miloš Angelovič |
| —  |    | Slovakia | Marián Dzurjo   |
| —  | TV | Slovakia | Erik Streňo *   |
| —  | TĐ | Slovakia | Róbert Ujčík    |
| —  | TV | Slovakia | Peter Vernarec  |
| —  | HV | Slovakia | Tomáš Gajan     |
| —  |    | Slovakia | Patrik Škyrta   |

## Ban kĩ thuật
Cập nhật ngày 25 tháng 5 năm 2019
| Staff                  | Job title               |
| ---------------------- | ----------------------- |
| Jaroslav Belejčák      | Huấn luyện viên         |
| Mikuláš Dvorožňák      | Trợ lý huấn luyện viên  |
| Martin Lipčák          | Huấn luyện viên thủ môn |
| Ján Mlynár             | Ban lãnh đạo            |
| MUDr. Jaroslav Južanin | Bác sĩ                  |
| Dárius Kolodzej        | Masseur                 |

## Cầu thủ đáng chú ý
Từng thi đấu cho các đội tuyển quốc gia tương ứng. Các cầu thủ có tên in đậm thi đấu cho đội tuyển quốc gia khi thi đấu cho FK.
Xem thêm tại đây.
- Alekos Alekou
- Koloman Gögh
- Pëllumb Jusufi
- Kamil Kopúnek
- Juraj Szikora
- Stanislav Šesták

## Huấn luyện viên đáng chú ý
- Vladimír Lajčák (2010-2015)
- Pavol Mlynár (2015-2016)
- František Šturma (2016-2017)
- Jaroslav Belejčák (2017-2019)
- Marek Petruš (11/2019)
- Peter Ďuriš (11/2019-01/2020) (tạm quyền)
- Jaroslav Belejčák (01/2020-)